# Tobias Weber (HF-Techniker)
Tobias Weber (* 20. Oktober 1970 in Trier) ist ein deutscher Hochschul-Professor für Hochfrequenztechnik.

## Leben
Geboren an der Mosel, besuchte er von 1977 bis 1981 in seiner Heimatstadt die Grund- und Hauptschule in Trier-Ruwer, bevor er 1981 auf das dortige Friedrich-Wilhelm-Gymnasium wechselte, das er 1990 abschloss. Ab Oktober 1990 folgte ein Studium der Elektrotechnik an der Technischen Universität Kaiserslautern (TUK) mit der Vertiefungsrichtung Digitaltechnik. Er absolvierte Grund- und Fachpraktika beim Fernmeldeamt Trier (1990), beim Fernmeldeamt Kaiserslautern (1993) und bei Rohde & Schwarz in München (1993). Das Thema seiner Studienarbeit war: „Untersuchung und Programmierung eines Verfahrens für mehrdeutige, einschrittige, wettlauffreie Zustandscodierung“. Und das seiner Diplomarbeit lautete: „Entwurf und vergleichende Analyse eines zurückweisenden Arbiters“.
Ab Juni 1996 bis September 2005 wirkte er, zunächst als Wissenschaftlicher Mitarbeiter, dann als Wissenschaftlicher Assistent und schließlich als Hochschuldozent, am Lehrstuhl für hochfrequente Signalübertragung und -verarbeitung an der TUK. Im Dezember 1999 war er dort bei Professor P. W. Baier zum Doktor-Ingenieur (Dr.-Ing.) promoviert worden mit seiner Dissertation: „Signalverarbeitungskonzepte für Mobilfunksysteme der dritten Generation, gezeigt am Beispiel eines JD-CDMA-Mobilfunksystems“. Im Juli 2003 folgte die Habilitation für das Fachgebiet Nachrichtenübertragungstechnik mit seiner Schrift: „Interferenzreduktion in CDMAMobilfunksystemen – ein aktuelles Problem und Wege zu seiner Lösung“.
Seit Oktober 2005 hält er die Professur für Hochfrequenztechnik (HF‑Technik) der Universität Rostock. Er forscht und lehrt zu Funkkommunikationssystemen. Zu seinen weiteren Schwerpunkten gehören Radarsensoren und bildgebende Radarverfahren sowie die Funknavigation und die Mobilkommunikation, speziell Verfahren mit Multiple Input Multiple Output (MIMO).
Er ist Mitglied unter anderem des Institute of Electrical and Electronics Engineers (IEEE).

## Ehrungen
- Im Mai 2000 erhielt er den Ingo-Wolff-Preis für Kommunikationstechnik.

## Schriften (Auswahl)
- Einführung in die Hochfrequenztechnik. In: Skript Uni Rostock. 12. Juli 2023 (uni-rostock.de [PDF]).
- mit J. L. Chau, J. M Urco und J. O. Aweda: Atmospheric Radar Imaging Improvements Using Compressed Sensing and MIMO. In: Compressed Sensing in Information Processing. 2022, S. 369–400, doi:10.1007/978-3-031-09745-4_12.
- mit A. Ortiz und A. Klein: Multi-agent reinforcement learning for energy harvesting two-hop communications with a partially observable system state. In: IEEE Transactions on Green Communications and Networking. September 2020, doi:10.1109/TGCN.2020.3026453.
- mit S. Bahrenburg, J. Mayer, und J. Schlee: Outdoor Measurements with a TD(Time Division)-CDMA Hardware Demonstrator. In: Proc. IEEE 5th International Symposium on Spread Spectrum Techniques & Applications. Band 2, 1996, S. 652–659.